# Плугова (Караш-Северин)
Плугова (рум. Plugova) насеље је у Румунији у округу Караш-Северин у општини Мехадија. Oпштина се налази на надморској висини од 252 m.

## Прошлост
Аустријски царски ревизор Ерлер је 1774. године констатовао да место припада Оршовском округу и дистрикту. Село има милитарски статус а становништво је влашко.

## Становништво
Према подацима из 2002. године у насељу је живело 970 становника, од којих су сви румунске националности.